# Capital District Islanders
Capital District Islanders byl profesionální americký klub ledního hokeje, který sídlil v Troy ve státě New York. V letech 1990–1993 působil v profesionální soutěži American Hockey League. Islanders ve své poslední sezóně v AHL skončily v osmifinále play-off. Své domácí zápasy odehrával v hale Houston Field House s kapacitou 4 780 diváků. Klubové barvy byly modrá, oranžová a bílá.
Zanikl v roce 1993 přestěhováním do Albany, kde byl založen tým Albany River Rats. Klub byl během své existence farmou New Yorku Islanders.

## Umístění v jednotlivých sezonách
Stručný přehled
Zdroj: 
- 1990–1991: American Hockey League (Jižní divize)
- 1991–1993: American Hockey League (Severní divize)

Jednotlivé ročníky
Zdroj: 
Legenda: Z - zápasy, V - výhry, VP - výhry v prodloužení, R - remízy, P - porážky, PP - porážky v prodloužení, VG - vstřelené góly, OG - obdržené góly, +/- - rozdíl skóre, B - body, fialové podbarvení - reorganizace, změna skupiny či soutěže
| USA / Kanada (1990 – 1993) |                      |        |    |    |    |    |    |    |     |     |     |    |        |            |
| Sezóny                     | Liga                 | Úroveň | Z  | V  | VP | R  | PP | P  | VG  | OG  | +/- | B  | Pozice | Play-off   |
| 1990/91                    | AHL (Jižní divize)   | 2      | 80 | 28 | –  | 9  | –  | 43 | 284 | 323 | -39 | 65 | 7.     | –          |
| 1991/92                    | AHL (Severní divize) | 2      | 80 | 32 | –  | 11 | –  | 37 | 261 | 289 | -28 | 75 | 4.     | Osmifinále |
| 1992/93                    | AHL (Severní divize) | 2      | 80 | 34 | –  | 12 | –  | 34 | 280 | 285 | -5  | 80 | 3.     | Osmifinále |